# IC 979
IC 979 ist eine Balken-Spiralgalaxie vom Hubble-Typ SBab im Sternbild Bärenhüter am Nordsternhimmel. Sie ist schätzungsweise 345 Millionen Lichtjahre von der Milchstraße entfernt.
Das Objekt wurde am 3. Mai 1891 von dem US-amerikanischen Astronomen Lewis Swift entdeckt.